# We Wish You a Merry Christmas

"We Wish You a Merry Christmas" ("Vă dorim un Crăciun fericit") este un colind popular laic englezesc din secolul al XVI-lea. A apărut în Comitatul West din Anglia.

## Versuri în limba engleză

### Versiunea 1
We wish you a Merry Christmas (x3)

and a Happy New Year.

REFREN 

Good tidings we bring to you and your kin

We wish you a Merry Christmas and a Happy New Year.
Now! bring us some figgy pudding (x3)

and bring some out here. (or, and bring it us here)

REFREN
For we all like figgy pudding (x3)

so bring some out here.

REFREN
And we won't go until we've got some (x3)

so bring some out here.

REFREN
It's a season for music (x3)

and a time of good Cheer.

REFREN
(Unele versiuni folosesc expresia "Glad tidings" în loc de "Good tidings')

### Versiunea 2
We wish you a Merry Christmas (x3)

and a Happy New Year.

REFREN

Good tidings to you, where ever you are

Good Tidings for Christmas and a Happy New Year

(Primul vers al refrenului poate fi și "Good tidings we bring, to you and to yours")
Oh, bring us a figgy pudding (x3)

and a cup of good cheer

REFREN
We won't go until we get some, (x3)

so bring it right here

REFREN
We wish you a Merry Christmas (x3)

and a Happy New Year

REFREN